# کارولین جان
کارولین جان (انگلیسی: Caroline John؛ ۱۹ سپتامبر ۱۹۴۰ – ۵ ژوئن ۲۰۱۲) بازیگر اهل بریتانیا بود. وی بین سال‌های ۱۹۵۵ تا ۲۰۱۲ میلادی فعالیت می‌کرد.
وی بازیگر فیلم‌هایی همچون در واقع عشق، دکتر هو، زن سیاه‌پوش و پوآرو (فصل اول) بوده‌است.